# Blauet nan de les Sangihe
El blauet nan de les Sangihe (Ceyx sangirensis) és un ocell de la família dels alcedínids (Alcedinidae) que habita les illes Sangihe, al nord-est de Sulawesi.
Diversos autors la classifiquen con una subespècie de Ceyx fallax.